# Sammalsaari (ö i Lappland, Tornedalen)
Sammalsaari är en ö i Finland. Den ligger i sjön Konttajärvi och i kommunen Pello i den ekonomiska regionen  Tornedalens ekonomiska region  och landskapet Lappland, i den norra delen av landet, 700 km norr om huvudstaden Helsingfors. Öns area är 1,9 hektar och dess största längd är 280 meter i sydöst-nordvästlig riktning.